# Dubovany
Dubovany (in ungherese Dubovány) è un comune della Slovacchia facente parte del distretto di Piešťany, nella regione di Trnava.